# Marit Tusvik
Marit Tusvik (født 13. marts 1951 i Høyanger) er en norsk forfatter, digter og dramatiker. I 1979 debuterede hun med digt- og prosasamlingen Rejse til mandarinlandet. Marit Tusvik har siden skrevet flere kritikerroste romaner, skuespil, digtsamlinger og børnebøger, og i 2008 udkom Samlede digte. Skuespillene Mugg, Efter William, Alle smukke pigers hambo, og Angerhøj er alle opført på norske teatre, og de to første er blevet vist i fjernsynet. Marit Tusvik har modtaget en række priser, bl.a. Ibsenprisen, Nynorsk litteraturpris, Narvesens kulturpris, Amalie Skram-prisen, og i 2004 modtog hun Doblouprisen for hele sit forfatterskab.Tusviks værker er blevet oversat til flere forskellige sprog, hvor bl.a. romanerne Dejlig er jorden og Sigrid Finne er udkommet på dansk.

## Priser
- Sokneprest Alfred Andersson-Ryssts fond 1986
- Ibsenprisen 1991
- Nynorsk litteraturpris 1991
- Mads Wiel Nygaards legat 1991
- Narvesens kulturpris 1995
- Aschehougs reisestipend 1996
- Amalie Skram-prisen 1999
- Doblougprisen 2004